# Stephan Fischer
Stephan Fischer (* 31. Mai 1921 in Thüringerberg; † 17. Jänner 1986 in Rankweil) war ein österreichischer Politiker (ÖVP) und Landwirt. Er war von 1959 bis 1964 Abgeordneter zum Vorarlberger Landtag.

## Ausbildung und Beruf
Fischer besuchte nach der Volksschule Thüringerberg die bäuerliche Fortbildungsschule Thüringerberg und absolvierte danach von 1937 bis 1938 die landwirtschaftliche Fachschule Mehrerau. Er arbeitete im Anschluss von 1938 bis 1941 am elterlichen Hof mit und diente danach ab Februar 1941 im Zweiten Weltkrieg. Nach seiner Rückkehr aus der amerikanischen Kriegsgefangenschaft im August 1945 arbeitete er erneut im Familienbetrieb mit und war zudem von 1946 bis 1950 Gemeindekassier. 1948 gründete er schließlich seinen eigenen Landwirtschaft und eine Lohnsäge. 

## Politik und Funktionen
Stephan Fischer trat nach dem Zweiten Weltkrieg dem Bauernbund bzw. der Österreichischen Volkspartei bei und wirkte von 1950 bis 1955 als Bürgermeister der Gemeinde Thüringerberg. Er war innerparteilich von 1959 bis 1964 Mitglied der Landesparteileitung der ÖVP Vorarlberg und während dieser Zeit auch Mitglied des Landesparteirates der ÖVP Vorarlberg. Des Weiteren engagierte er sich als Vorstandsmitglied des Bezirksbauernbundes Innerland, war stellvertretender Obmann des Bezirksbauernbundes Innerland und Mitglied des Bundesaktionskomitees des Österreichischen Bauernbundes sowie des Landesbauernrates Vorarlberg.
Als Abgeordneter des Wahlbezirkes Bludenz vertrat Fischer die ÖVP zwischen dem 29. Oktober 1959 und dem 28. Oktober 1964 im Landtag. Er war Mitglied im Landwirtschaftlichen Ausschuss und Mitglied im Erziehungs- und Volksbildungsausschuss.
Fischer war Ortsgruppenobmann des katholischen Familienverbandes und Obmann der Baukommission zur Kirchenrenovierung. Des Weiteren war er als Mitglied des Überwachungsausschusses der Vorarlberger Bauernkrankenkasse aktiv.

## Privates
Fischer war der Sohn des Landwirts und Gemeindevorstehers Josef Fischer und dessen Gattin Aloisia Fischer. Er war ab 1948 verheiratet und Vater von sieben Kindern. 